# Coccinia
Coccinia là một chi thực vật có hoa trong họ Cucurbitaceae.

## Loài
Chi Coccinia gồm các loài:
- Coccinia abyssinica (Lam.) Cogn.
- Coccinia adoensis (Hochst. ex A. Rich.) Cogn.
- Coccinia aurantiaca C.Jeffrey
- Coccinia barteri (Hook.f.) Keay
- Coccinia buettneriana Cogn.
- Coccinia decipiens (Hook.f.) Cogn.
- Coccinia gabonensis Keraudren
- Coccinia grandiflora Cogn. ex Engl.
- Coccinia grandis (L.) Voigt
- Coccinia hirtella Cogn.
- Coccinia keayana R.Fern.
- Coccinia lalambensis Penz.
- Coccinia longicarpa Jongkind
- Coccinia longipetiolata Chiov.
- Coccinia mackenii Naudin ex C.Huber
- Coccinia megarrhiza C.Jeffrey
- Coccinia microphylla Gilg
- Coccinia mildbraedii Gilg ex Harms
- Coccinia ogadensis Thulin
- Coccinia quinqueloba (Thunb.) Cogn.
- Coccinia racemiflora Keraudren
- Coccinia rehmannii Cogn.
- Coccinia schliebenii Harms
- Coccinia senensis (Klotzsch) Cogn.
- Coccinia sessilifolia (Sond.) Cogn.
- Coccinia stolzii Harms
- Coccinia subglabra C.Jeffrey
- Coccinia subsessiliflora Cogn.
- Coccinia trilobata (Cogn.) C.Jeffrey
- Coccinia ulugurensis Harms
- Coccinia variifolia A.Meeuse

## Hình ảnh

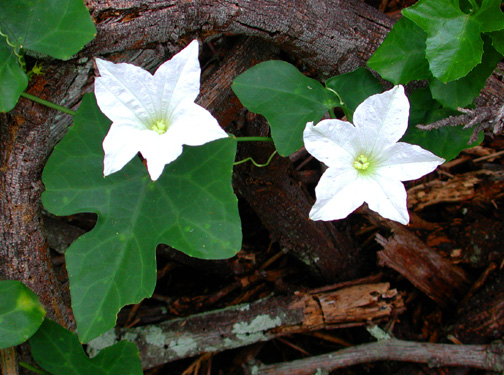
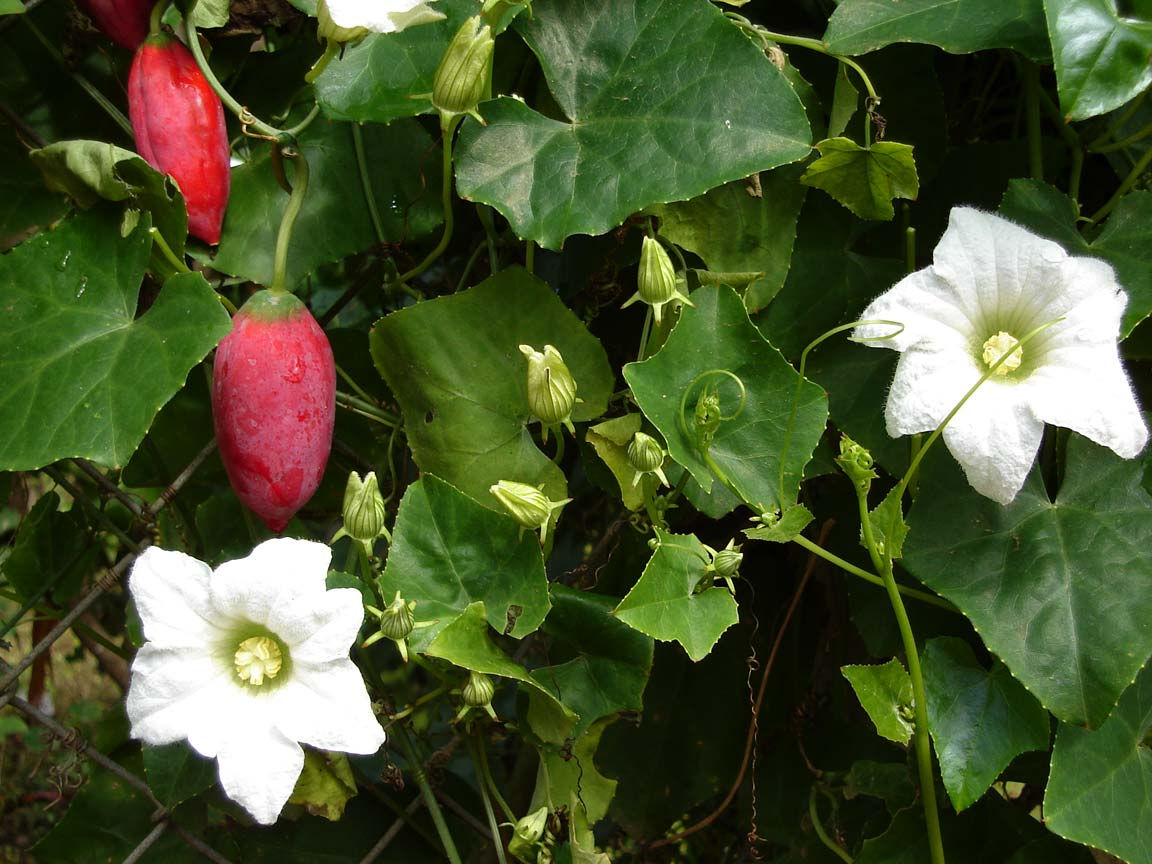
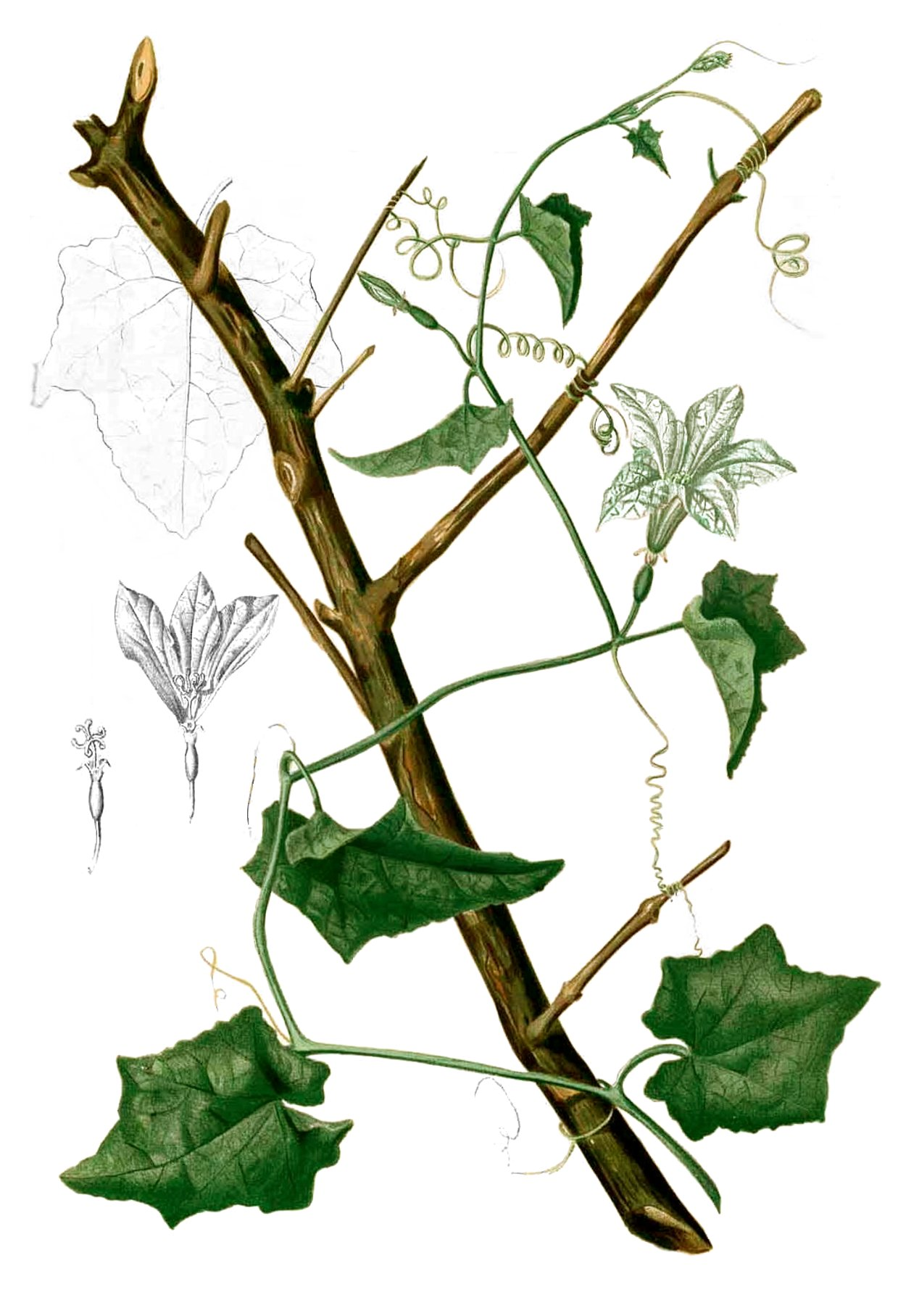
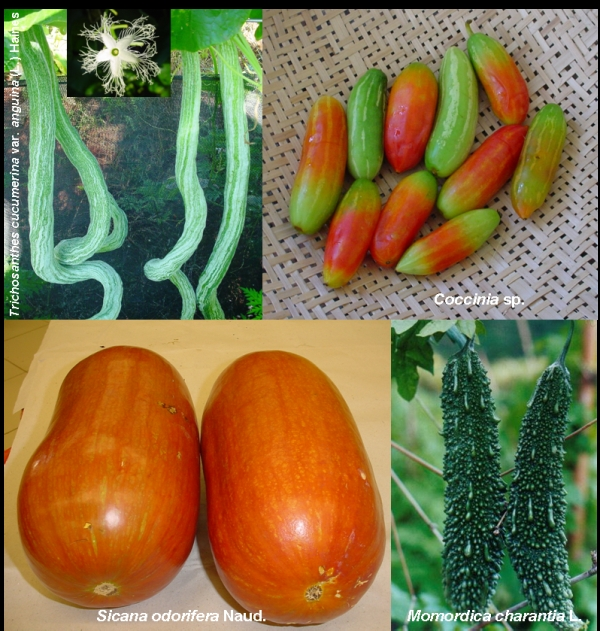